# Daly City
Daly City is een voorstad van San Francisco in de Amerikaanse staat Californië en telt 106.472 inwoners (2016). Het is hiermee de 281e stad in de Verenigde Staten (2000). De oppervlakte bedraagt 19,7 km², waarmee het de 238e stad is.
Samen met enkele voorplaatsen van Los Angeles, is het de enige Amerikaanse stad met een Aziatische bevolkingsmeerderheid. Daaronder zijn grote groepen van Filipijnse en Chinese Amerikanen. Voorts leven in en om de stad het merendeel van de Amerikaanse Karaïeten, die er ook een functionerende synagoge hebben.

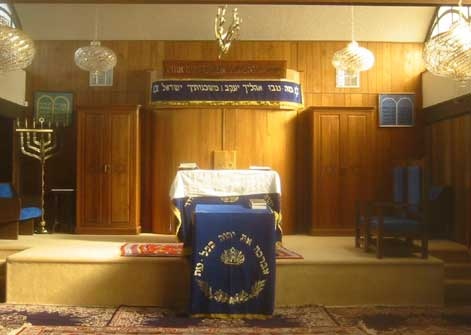
De Karaïtische synagoge Bnei Yisrael in Daly City, de enige van zijn soort in de VS

Het motto van de stad is: The Gateway of the Peninsula, dus het schiereiland waarop San Francisco ligt.

## Demografie
Van de bevolking is 12 % ouder dan 65 jaar en bestaat voor 18,1 % uit eenpersoonshuishoudens. De werkloosheid bedraagt 2,1 % (cijfers volkstelling 2000).
Ongeveer 22,3 % van de bevolking van Daly City bestaat uit hispanics en latino's, 4,6 % is van Afrikaanse oorsprong en 50,7 % van Aziatische oorsprong.
Het aantal inwoners steeg van 92.213 in 1990 naar 103.621 in 2000.

## Klimaat
In januari is de gemiddelde temperatuur 9,3 °C, in juli is dat 17,1 °C. Jaarlijks valt er gemiddeld 500,4 mm neerslag (gegevens op basis van de meetperiode 1961-1990).

## Plaatsen in de nabije omgeving
De onderstaande figuur toont nabijgelegen plaatsen in een straal van 8 km rond Daly City.

## Geboren in Daly City
- Sam Rockwell (1968), acteur
- Jim Black (1969), drummer